# バクトゥリエム区
バクトゥリエム区（バクトゥリエムけん、ベトナム語：Quận Bắc Từ Liêm / 郡北慈廉）は、ベトナム社会主義共和国の首都ハノイ市に存在する区 (郡)。

## 行政
バクトゥリエム区は13の坊を管轄している。

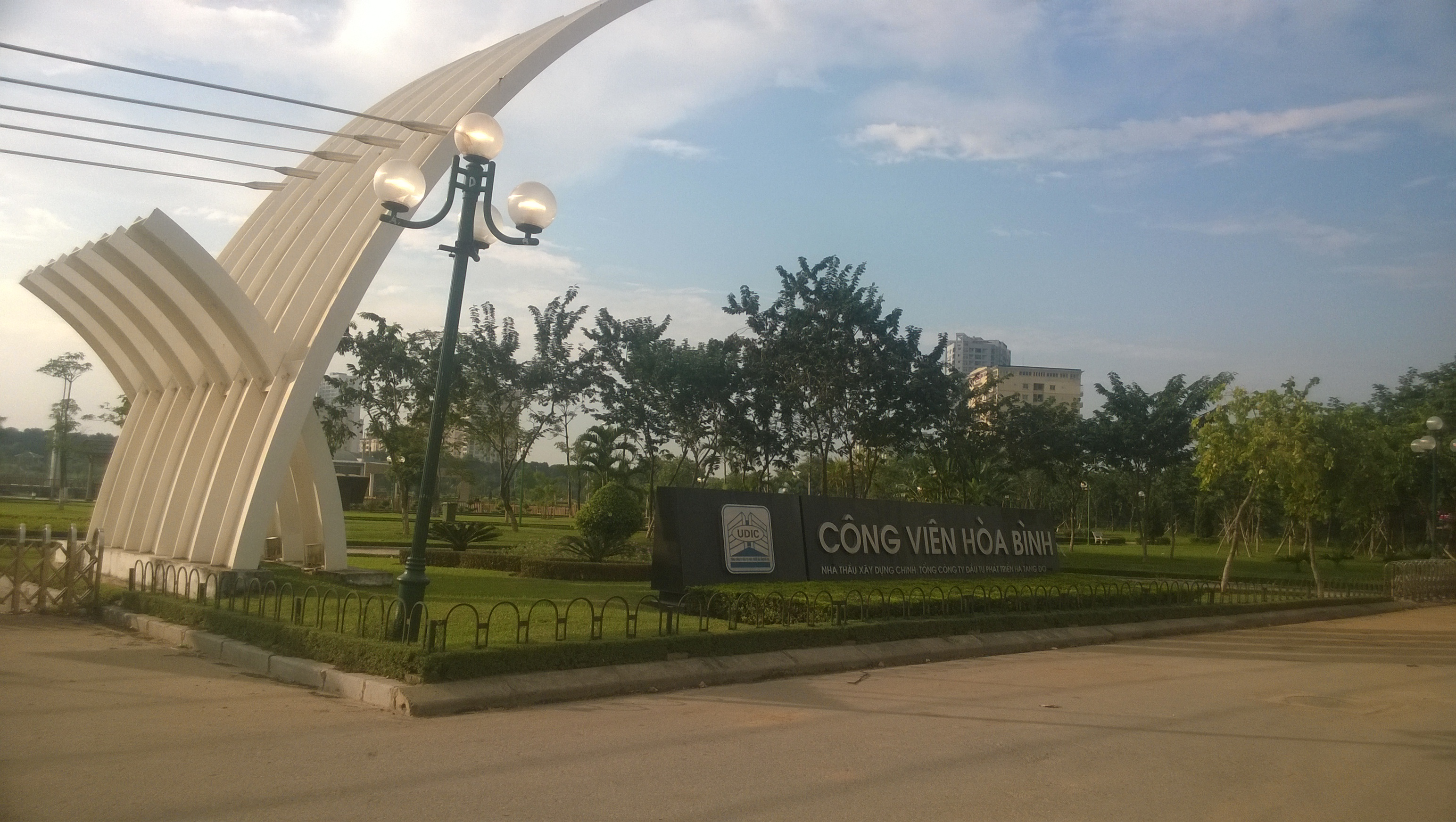
スアンディン坊にある平和公園

- コニュエ1（Cổ Nhuế 1 / 古芮一）
- コニュエ2（Cổ Nhuế 2 / 古芮二）
- ドンガック（Đông Ngạc / 東鄂）
- ドゥクタン（Đức Thắng / 德勝）
- リエンマック（Liên Mạc / 蓮墨）
- ミンカイ（Minh Khai / 明開）
- フージエン（Phú Diễn / 富演）
- フックジエン（Phúc Diễn / 福演）
- タイトゥー（Tây Tựu / 西就）
- トゥオンカット（Thượng Cát / 上葛）
- トゥイフオン（Thụy Phương / 瑞芳）
- スアンディン（Xuân Đỉnh / 春鼎）
- スアンタオ（Xuân Tảo / 春桃）